# Stanley Ohawuchi
Stanley Ohawuchi, né le 27 mai 1990 dans l'État de Bayelsa (Nigeria), est un footballeur nigérian, qui évolue au poste d'attaquant avec le club d'Al-Wachm (en). 

## Biographie
Il participe avec l'équipe du Nigeria des moins de 20 ans à la Coupe du monde des moins de 20 ans 2009 organisée en Égypte. Il joue trois matchs lors de ce mondial, contre le Venezuela, l'Espagne, et l'Allemagne.
Il inscrit 21 buts en première division maltaise lors de la saison 2013-2014.
Il inscrit ensuite 16 buts en première division égyptienne lors de la saison 2014-2015.

## Palmarès

### En club
| Zamalek SC - Supercoupe d'Égypte (1) - Vainqueur en 2016 (en) |

### Distinction personnelle
- Co-meilleur buteur du championnat de Malte en 2014 (21 buts).